# SMS Scorpion (1860)
Le SMS Scorpion est un navire de classe Jäger, une classe qui comprend quinze canonnières de seconde classe de la Marine prussienne et de la Kaiserliche Marine.

## Histoire
Le Scorpion est commandé en 1859 au chantier naval Domcke à Stettin et mis à l'eau le 14 février 1860. Une fois achevé, il est armé comme canonnière à Dänholm et mis en service le 25 juin 1861. Son premier voyage est un convoi en mer du Nord avec escale à Hambourg et Brême. Il fait partie d'un escadron composé de ses sister-ships Jäger (de), Fuchs et Salamander (de) ainsi que des canonnières de première classe Camaeleon (de) et Comet, la goélette Hela et comme navire amiral la corvette Amazone. Après ce voyage, le Scorpion est mis hors service le 15 octobre et renvoyé à Dänholm.
Dans le cadre de la mobilisation pour la guerre des Duchés, le navire est remis en service le 11 février 1864. La canonnière participe au combat de Rügen contre le Danemark le 17 mars puis désarmé de nouveau le 21 octobre. L'année suivante, le navire est affecté au dépôt de mines à Kiel. Mais ceci se fait sans mise en service officielle.
Lors de la guerre austro-prussienne, le Scorpion est maintenu en service mais n'y participe pas. En 1867 et 1868, il sert pour l'instruction des machines à Kiel. Puis il est affecté le 3 mai 1869 à l'escorte du SMS Thetis et l'accompagne durant un exercice du cuirassé à l'ouest de la mer Baltique du 30 août au 4 septembre.
Après la déclaration de la guerre franco-allemande de 1870, le Scorpion est mis en service le 22 juillet 1870 et sert à la garde de Friedrichsort, quartier nord de Kiel, où il sert au dépôt de mines et à la protection des navires marchands. Le 24 mai 1871, le navire est de nouveau mis hors service puis remanié en 1872, les chaudières sont remplacées et il reçoit un nouvel armement, des canons frettés L/22 de 15 cm. Cependant le Scorpion n'effectue plus de nouvelle mission.
Le Scorpion est retiré de la liste des navires de guerre le 9 janvier 1877 et désarmé pour servir de barge à Kiel. Pour le remplacer, le SMS Hyäne est construit en 1878.

## Commandement
| 25 juin à septembre 1861       | Lieutenant de vaisseau Ullfers    |
| Septembre au 15 octobre 1861   | Lieutenant de vaisseau Olberg     |
| 11 février au 21 octobre 1864  | Fähnrich zur See Emil von Rabenau |
| Avril à septembre 1866         | Inconnu                           |
| 21 février à octobre 1867      | Inconnu                           |
| 28 mai à octobre 1868          | Inconnu                           |
| 3 mai à juillet 1869           | Sous-lieutenant Jeschke           |
| Juillet au 30 octobre 1869     | Leutnant zur See Otto Herbig      |
| 22 juillet 1870 au 24 mai 1871 | Leutnant zur See Becks            |